# Grégoire II
Grégoire II, né à Rome en 669, est moine bénédictin et diacre lorsqu'il est élu évêque de Rome et donc pape de l'Église catholique (19 mai 715) qu'il gouverne jusqu'à sa mort le 11 février 731. Considéré comme saint, il est liturgiquement commémoré le 11 février selon le Martyrologe romain.

## Biographie
De famille patricienne romaine prospère et cultivée, le futur Grégoire II fonda une communauté bénédictine dans sa villa romaine. Il était diacre (sacellaire) et bibliothécaire de l'Église romaine lorsqu'il fut élu évêque de Rome (après 40 jours de vacance du Saint-Siège), et consacré le 19 mai 715. Comme diacre il avait été membre de la délégation envoyé par son prédécesseur Constantin à Constantinople (710–711) pour des négociations avec l'empereur byzantin Justinien II. 
La première année de son pontificat, il envoie Corbinien de Freising en mission évangélique en Allemagne. En 718, il demande à Petronax du Mont-Cassin de rétablir l'abbaye du Mont-Cassin, qui avait été détruite par les Lombards 140 ans auparavant. Le 15 mai 719, il élève à l'épiscopat Wynfrid de Wessex sous le nom de Boniface de Mayence et lui confie la mission d'évangéliser la Hesse et la Thuringe.
En 727, invité à adhérer aux édits iconoclastes de l'empereur byzantin Léon III l'Isaurien sous la menace d'une déposition immédiate, il refuse et excommunie l'exarque de Ravenne chargé d'exécuter les édits. Les iconoclastes sont condamnés en 727. Il déclare se tourner vers l'Occident en décidant « le voyage vers la région la plus occidentale » (texte E. Caspar ; trad. Hugo Rahner) montrant la réorientation de la papauté vers la mission souhaitant s'éloigner des « querelles byzantines ». Il établit des contacts avec les souverains d'Europe septentrionale. 
Il invite les fidèles à se garder de l'hérésie propagée par l'empereur byzantin, à qui il reproche de ne pas vouloir défendre l'Italie. Il empêche les Romains de payer l'impôt à Byzance. Les troupes impériales cantonnées en Italie se soulèvent et se donnent des chefs. L'exarque Paul est tué dans une émeute des habitants de Ravenne. Les Romains chassent leur duc, s'érigent en république, et le pape acquiert la surintendance ministérielle de la ville et de son duché.
En 728 le roi des Lombards Luitprand assiège et prend Ravenne. Pour se concilier le pape, il fait don au Saint-Siège de Sutri et de son territoire. Léon III envoie un nouvel exarque, Eutychios, qui ne peut rien faire sans troupe, d'autant plus que les ducs lombards de Spolète et de Bénévent, révoltés contre leur roi, soutiennent le pape. Il se rétablit cependant à Ravenne avec l'aide de la république de Venise et à la demande du pape. L'exarque s'allie alors au roi des Lombards Luitprand.
En 729, les troupes de Luitprand et d'Eutychius se présentent devant la ville de Rome. Grégoire écrit à Charles Martel pour lui demander une aide militaire: en vain. Il marche à la rencontre du roi lombard et parvient à le convaincre d'abandonner le siège de la ville.
Grégoire II meurt le 11 février 731. 
A peine élu et intronisé, le successeur de Grégoire II, Grégoire III, renouvelle la condamnation des iconoclastes et les frappe d'excommunication.